# Elecciones generales de Irlanda del Norte de 1953

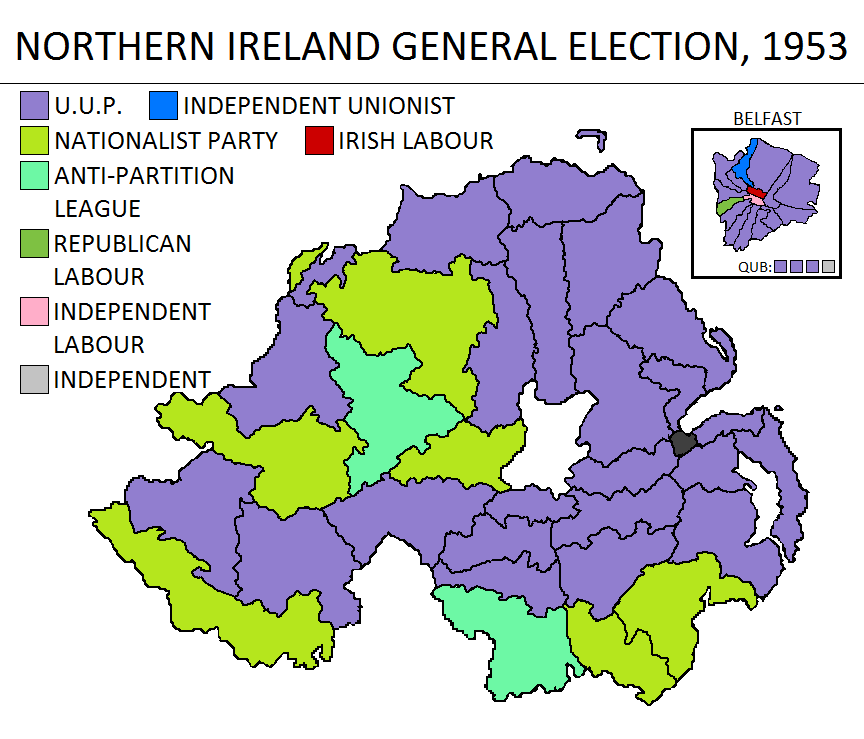
Mapa que muestra la distribución de los resultados de la elección general en Irlanda del Norte en 1953.

Las elecciones generales de Irlanda del Norte de 1953 se celebraron el 20 de marzo de 1953 con una nueva e incontestable victoria del Partido Unionista del Úlster (PUU) de Basil Brooke.

## Resultados
| Partido                                                 | Líder           | Votos populares | %     | Escaños | Cambios (de 1953) |
| Partido Unionista del Úlster                            | Basil Brooke    | 125.379         | 48,6% | 38      | +1                |
| Unionista independiente                                 |                 | 32.998          | 12,8% | 1       | -2                |
| Partido Laborista de Irlanda del Norte laboristas       |                 | 31.360          | 12,1% |         |                   |
| Partido Nacionalista de Irlanda del Norte nacionalistas | James McSparran | 27.796          | 10,8% | 7       | -2                |
| Partido Laborista (Irlanda) laboristas irlandeses       | William Norton  | 13.223          | 5,1%  | 1       | +1                |
| Liga Antipartición                                      | James McSparran | 7.728           | 3,0%  | 2       | +1                |
| Laborista irlandés independiente                        |                 | 6.639           | 2,6%  | 0       |                   |
| Partido Republicano Laborista                           | Harry Diamond   | 5.947           | 2,3%  | 1       | +1                |
| Laboristas independientes                               |                 | 3.902           | 1,5%  | 1       |                   |
| Independientes                                          |                 | 1.745           | 0,7%  | 1       |                   |
| Partido Comunista de Irlanda del Norte comunistas       |                 | 1.207           | 0,5%  |         |                   |